# Iliboleng
L'Iliboleng est un stratovolcan d'Indonésie situé dans les Petites îles de la Sonde, à l'extrémité sud-est de l'île d'Adonara. Il culmine à 1 659 m d'altitude.